# NGC 7418
NGC 7418 (również PGC 70069) – galaktyka spiralna z poprzeczką (SBc), znajdująca się w gwiazdozbiorze Żurawia. Odkrył ją John Herschel 30 sierpnia 1834 roku.
W galaktyce tej zaobserwowano niepotwierdzoną supernową SN 1983Z.